# 田口貞善
田口 貞善（たぐち さだよし、1941年11月20日 - 2019年4月6日）は、日本の体育学者。専門は、運動と筋肉の生理学・生化学。学位は、教育学博士（東京大学）。京都大学名誉教授。奈良産業大学教授。

## 略歴・人物
岐阜県益田郡金山町（現：下呂市）生まれ。金沢大学教育学部卒業後、東京大学大学院修了。京都大学教養部助教授〜京都大学大学院人間・環境学研究科教授を経て、2007年より奈良産業大学ビジネス学部教授。
運動時の筋肉の可塑性、特に収縮特性や代謝特性の変化について多くの研究成果を残す。
助教授時代の1987年春 - 1989年秋、および教授時代の1993年春に京都大学硬式野球部の監督を務め、1989年春には関西学生野球連盟において第5位の成績を残す。2001年から2004年まで硬式野球部部長を務めた。
2019年4月6日、京都市左京区の京都大学医学部附属病院で死去、77歳没。叙従四位。

## 著作
- 「体力・健康・運動―その科学的基礎」 - 文理閣（1981年5月）
- 「運動生理学―エネルギー・栄養・ヒューマンパフォーマンス」（翻訳） - 杏林書院（1992年8月）
- 「若い時に知っておきたい運動・健康とからだの秘密」（共著） - 近代科学社（1998年10月）
- 「スポーツの百科事典」（監修） - 丸善（2007年1月）
- 「スポーツサイエンス入門」（編集） - 丸善（2010年1月）